# Wim Meulenkamp (schrijver)
Wilhelmus Gerardus Johannes Maria (Wim) Meulenkamp (Heerlen, 24 november 1953) is een Nederlands kunsthistoricus en schrijver.

## Loopbaan
Hij schreef onder meer over follies, kerkgebouwen, het decadentisme (Aubrey Beardsley, Carel de Nerée tot Babberich) en funeraire cultuur (bouwkunst en kunst in verband met uitvaart en begraven). Tegenwoordig schrijft hij ook fictie (debuutroman in 2002). Hij is werkzaam bij de Stichting Kerkelijk Kunstbezit in Nederland (SKKN).